# Iquitos Metropolitano
Iquitos Metropolitano es la sexta área metropolitana más poblada del Perú. Conformado por los distritos de Iquitos, Punchana, Belén y San Juan Bautista cada una contiene muchos asentamientos humanos, ciudades satélites como barrios, pueblos, caseríos, incluso áreas de etnias protegidas. El Centro de Iquitos, es el principal centro comercial e industrial de toda el área metropolitana.
Hasta el año 2013, el INEI estima que Iquitos Metropolitano tiene una población de 462,783. Se podría considerar que el área metropolitana alberga una gran y enorme demografía multiétnica y extensión ecológica, incluyendo la misma ciudad de Iquitos. Aunque realmente existe el área metropolitana de Iquitos, oficialmente por ley N.º 27795 del gobierno peruano, ley de demarcación y organización territorial, se consideran metrópolis peruanas a las ciudades que comprenden a más de 500,001 habitantes y cuentan con Plan de Acondicionamiento y Plan de Desarrollo Metropolitano.

## Distritos metropolitanos
El área metropolitana de Iquitos se expande en los distritos de Iquitos, Punchana, Belén y San Juan Bautista ubicados en la provincia de Maynas:
| Ubigeo                                      | Municipios Metropolitanos | Extensión km² | Altitud m s. n. m. | Población Urbana 2007 | Población Urbana 2017 | Estimado 2020 |
| ------------------------------------------- | ------------------------- | ------------- | ------------------ | --------------------- | --------------------- | ------------- |
| 160101                                      | Iquitos                   | 358,15        | 106 m s. n. m.     | 155 636               | 144 463               | 163 502       |
| 160112                                      | Belén                     | 632,8         | 110 ms.n.m.        | 57 824                | 56 462                | 71 005        |
| 160108                                      | Punchana                  | 1573,39       | 105 m s. n. m.     | 69 308                | 69 401                | 88 908        |
| 160113                                      | San Juan Bautista         | 3117,05       | 138 m s. n. m.     | 88 194                | 99 151                | 152 555       |
|                                             | Total                     | 5681,39       | —                  | 370 962               | 369 477               | 475 970       |
| Fuente: (Censo oficial del INEI 2007, 2017) |                           |               |                    |                       |                       |               |

## Extensión

### Núcleo urbano

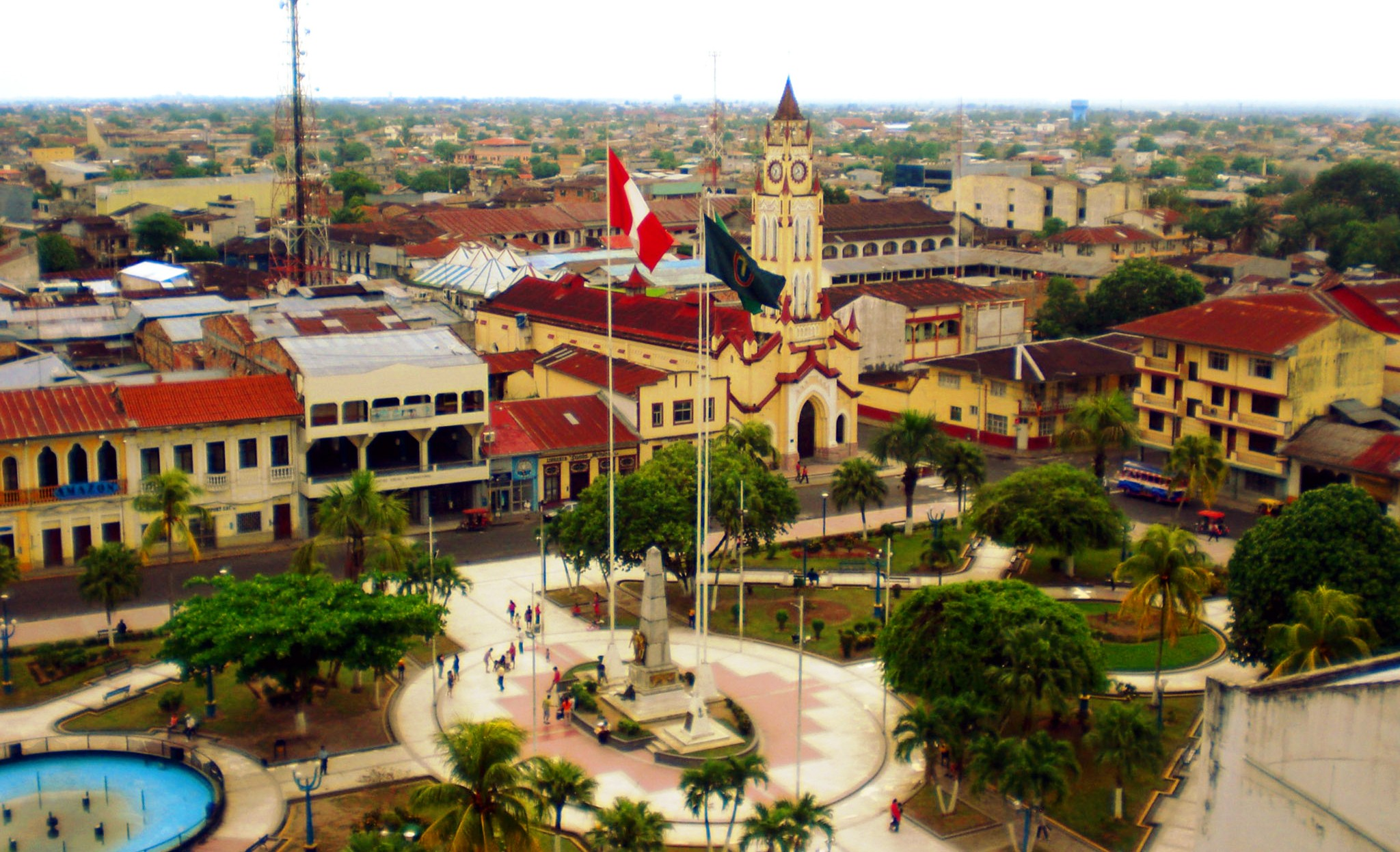
Iquitos es el núcleo urbano de su área metropolitana.

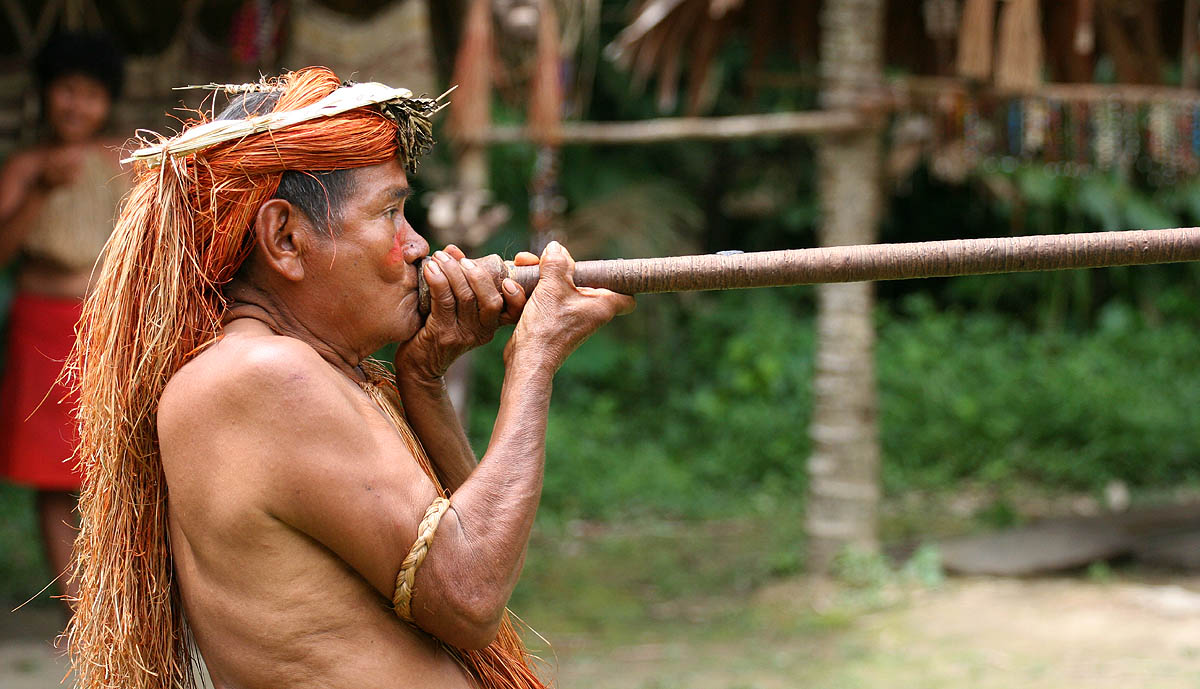
Un hombre yagua demostrando el uso de la cerbatana.

Iquitos es el núcleo urbano del área metropolitana. La mayor parte del movimiento comercial sucede en la ciudad, y es el punto de intercambio de productos en ella, especialmente en el Centro de Iquitos y Mercado de Belén. Dentro de la ciudad, están ubicados los municipios distritales, influenciadas por la alcaldía de Iquitos (o también considerada la alcaldía de la provincia de Maynas).

### Fuera del núcleo
A continuación se muestra una lista amplia de los pueblos, barrios y asentamientos humanos satélites del área metropolitana, la cual se extiende por los cuatro distritos y están administradas por Iquitos:
| - 1 de septiembre - 3 de diciembre - 3 de junio - 3 de octubre - 5 de junio - 8 de julio - 8 de octubre - 10 de octubre - 11 de abril - 11 de agosto - 15 de marzo - 12 de abril - 12 de octubre - 13 de febrero - 15 de abril - 21 de septiembre - 23 de febrero - 24 de junio - 24 de septiembre - 24 de octubre - 28 de enero - 28 de julio - Aeropuerto - Agua Blanca - Acción Católico - Alejandro Toledo - Alfonso Ugarte II Zona - Alfonso Ugarte I Zona - Almirante Guisse - Almirante Miguel Grau - Amazonas - Ángel Cárdenas - Anguilla - Apoblapil - Arquímedes Santillán - Astoria - Bahía - Bagazán - Barrio Florido - Belén de Juda - Buena Esperanza - Cahuide - Cañaveral - Centro Fuerte - Charles Zevallos - Ciudad Satélite - Costanera - Creación 2000 - Cruz del Sur - Daniel Alcides Carrión - Delicia Manzur - El Dorado - El Triunfo - Ex-Petroleros (Zona I) - Ex-Petroleros (Zona II) - Flor de Agosto - Francisco Rafael - Glenda Freitas - Grau de Pampa Hermosa - Habana - Hipólito Unanue - Huambe - Huáscar - Independencia - Iván Vásquez Valera - Llanchama - Jerónimo Caferatta - José Olaya - La Familia - La Paz - Lagunillas - Las Malvinas - Las Mercedes - Leoncio Prado | - Lisboa - Llanchama - Los Algarrobos - Los Cedros - Los Delfines - Los Rosales - Lupunillo - Luz de Oriente - Madre de Dios - Manacamiri - Manzanillo - Maynas - Melitón Carbajal - Miguel Grau - Mishana - Momoncillo - Moralillo - Moronillo - Moronacocha - Ninarumi - Nuestra Señora de la Salud - Nueva Venecia - Nueva Vida - Nueva York - Nuevo Unión - Nuevo Amanecer - Nuevo Bellavista - Nuevo Esperanza - Nuevo Horizonte - Nuevo Independencia - Nuevo Malecón Perú - Nuevo Milagro - Nuevo Miraflores - Nuevo Paraíso - Nuevo Piura - Nuevo Progreso - Nuevo Punchana - Nuevo San Juan - Nuevo San Martín - Nuevo Santa Eloisa - Nuevo Triunfo - Nuevo Versalles - Palo Seco - Padre Cocha - Paraíso - Parinari - Paujil (Zona I) - Paujil (Zona I) - Peña Negra - Petroperú - Pilar Nores de García | - Porvenir - Primero de Mayo - Puerto Alicia - Puerto Almendra (o Almendras) - Puerto Gen Gen - Punto Alegre - Quistococha - Raúl Chuquipiondo Aching - Rumococha - San Antonio - San Carlos - San José - San Juan - San Juan de Pintuyacu - San Lucas - San Martín - San Martín (Zona II) - San Pedro - San Pedro de Pintuyacu - San Pedro San Pablo - San Rafael - San Valentín - Santa Bárbara - Santa Catalina - Santa Clara - Santa Clara de Ojeal I - Santa Clara de Ojeal III - Santa Eloisa - Santa María de Ojeal - Santa Martha - Santa Rosa I Zona - Santa Rosa II Zona - Santo Tomás - Silfo Alvan del Castillo - Simón Bolívar - Secada Vignetta y Progreso - Soledad - Unión - Unión Progreso - Varadero de Omaguas - Varillal - Villa Belén - Villa El Buen Pastor - Yarana - Yuto - Zungarococha |

Fuentes de la lista:
Comunidades nativas
Están ubicadas principalmente en Punchana:
- Boras
- Huitoto
- Yaguas
- Picuruyacu

## Ecología

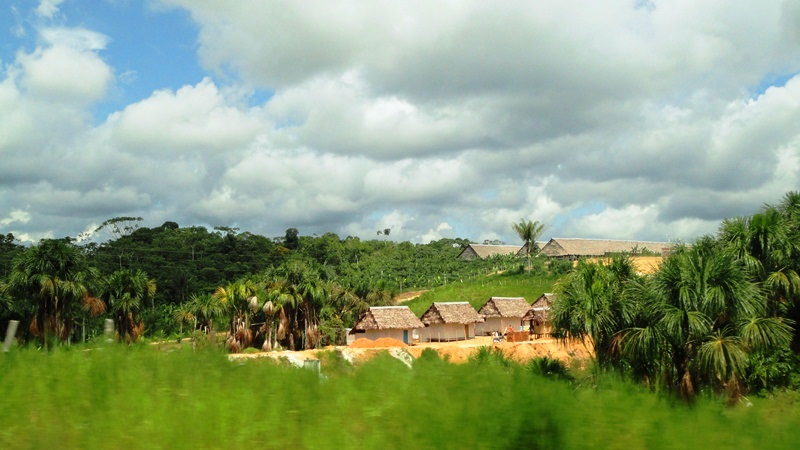
Una pequeña villa dentro de la política geográfica de Iquitos Metropolitano, cerca a la Ruta LO-103.

Por su ubicación en la Amazonía peruana, Iquitos tiene un paisaje ecológico con una inmensa variedad biológica. Su flora es muy variada con gran presencia de 850 especies, entre ellas palmeras y 22 especies de orquídeas, quienes aportan el atractivo forestal dentro del paisaje urbano de la ciudad. La victoria regia también está presente. Los extensos bosques asentados dentro de su influencia metropolitana albergan una fauna con 130 especies de mamíferos; 330 de aves; 150 de reptiles y anfibios, así como 250 de peces. Dentro de la ciudad, habita la paloma bravía (Columba livia), especialmente en la Plaza de 28 de Julio. También se ha registrado la presencia transitoria de tiburones toro (Carcharhinus leucas) quienes llegan desde el Océano Atlántico, viajando 3.360 kilómetros hasta Iquitos.
La selva inundable de Iquitos es la ecorregión característica que rodea la ciudad, y está caracterizada por su bosque de várzea. Su detalle aluvial es el motivo por el cual las temporadas de lluvia intensa llega a inundar con facilidad estas zonas. En su ciclo natural, las árboles dejan caer sus hojas y otros residuos biológicos al suelo, y se convierten en humus. La lluvia arrastra estos nutrientes hacia los ríos, el cual da ese color rubio, denominado tanino. Inmediatamente, este ciclo se repite.
La gran biodiversidad que Iquitos Metropolitano alberga y protege es de suma importancia, y eso está intrínsecamente relacionado con su planificación urbana, el cual pone una acción de límite en zonas donde no se debería construir fincas. Debido a eso, la aparición de asentamientos informales es visto como un riesgo.

### Reservas naturales y zoológicos
La importancia de la existencia de reservas naturales es una prioridad en Iquitos para la protección del ecosistema amazónico.
La Reserva Nacional Allpahuayo Mishana es un área protegida con índices altísimos de biodiversidad. La reserva está ubicada a 20 kilómetros de Iquitos, siendo alcanzada por la Ruta LO-103. El ecosistema que alberga forma parte de la cuenca baja del río Nanay, específicamente en una zona denominada «Ecorregión Napo», que contiene una excepcional biodiversidad amazónica, incluyendo sus peculiares bosques de arena blanca. La Ecorregión Napo alberga 112 especies de anfibios, 17 especies de primates, 1900 especies vegetales y quizás más de 600 especies des aves. Algunos animales de importancia ecológica por su rareza cuidados en la reserva son el supay pichico (Callimico goeldii), tocón negro (Callicebus torquatus), huapo ecuatorial (Pithecia aequatorialis), hormiguerito de Gentry (Herpsilochmus gentryi), tiranuelo de Mishana (Zimmerius villarejoi), hormiguero de Allpahuayo (Percnostola arenarum), hormiguero de cola castaña (Myrmeciza castanea centuculorum), la Cotinga Pompadour (Xipholena punicea), saltarín de varillal (Neopelma chrysocephalum), entre otros. La perlita de Iquitos (Polioptila clementsi) es una especie endémica de la reserva y es considerada un símbolo de Iquitos.
El Complejo Turístico de Quistococha se caracteriza por su variedad. El lugar está ubicado a 6 kilómetros de Iquitos a través de la Ruta LO-103 y, con extensión 369 hectáreas de bosque natural, tiene un pequeño zoológico, un serpentario, un acuario, un vivero y una playa artificial llamada Tunchi Playa.
El mariposario Pilpintuwasi está ubicada en Padre Cocha, Iquitos, e incluye más de 40 especies de insectos, principalmente mariposas. Junto al mariposario, se encuentra el Orfanato de Animales del Amazonas, encargado en el rescate de animales.

## Transporte
El transporte de Iquitos Metropolitano está regulado por la Gerencia de Tránsito y Transporte Público de la Municipalidad Provincial de Maynas. Iquitos tiene una personalidad propia, muy diferente al resto del Perú, incluso diferente a otras ciudades amazónicas sudamericanas.
Las calles de Iquitos son dominadas por más de 25,000 autorickshaws, localmente conocidos como «motocarros», que consisten en un vehículo de tres ruedas, como una motocicleta ensamblada a un asiento trasero para pasajeros. Los motocarros prestan un servicio de taxi, y la tarifa del pasaje se acuerda informalmente a través de un regateo, no con un taxímetro. En el caso de las personas que cuentan con un transporte propio, usan una scooter o una motocicleta, ambas llamadas indistintamente como moto. Los autobuses, localmente llamados micros o jumbos, son grandes vehículos públicos de madera con colores respectivos a su grupo de rutas. Estos autobuses guardan cierta similitud a los diablos rojos usados en Panamá.
Iquitos está servido por el Aeropuerto Internacional Coronel FAP Francisco Secada Vignetta, uno de los aeropuertos más importantes del norte del país y actualmente con bastante movimiento turístico, debido a que operan vuelos nacionales e internacionales. En la terminal nacional, existen líneas con rutas a Lima y otras provincias peruanas. La terminal nacional, hay vuelo hacia la ciudad de Panamá con destinos compartidos a Miami y Cancún.
El Puerto de Iquitos es el principal sistema de embarcaderos y puertos para el movimiento comercial de Iquitos Metropolitano. A Iquitos se puede llegar desde cualquier puerto navegable peruano o extranjero en el río Amazonas. Los principales puertos fluviales desde donde parten embarcaciones hacia Iquitos son Pucallpa (río Ucayali), Yurimaguas (río Huallaga, puerto fluvial cercano a Tarapoto) y Santa Rosa, ubicado frente a la frontera con Colombia y Brasil, desde donde se puede acceder a Leticia y Tabatinga respectivamente. También existe ruta fluvial hacia la población peruana y puesto migratorio de Cabo Pantoja (río Napo), en la frontera con el Ecuador.
El tren Iquitos—Yurimaguas es una futura red de transporte ferroviario, el primero como terrestre en la historia de la ciudad, y que entraría en construcción en 2013.

### Principales carreteras

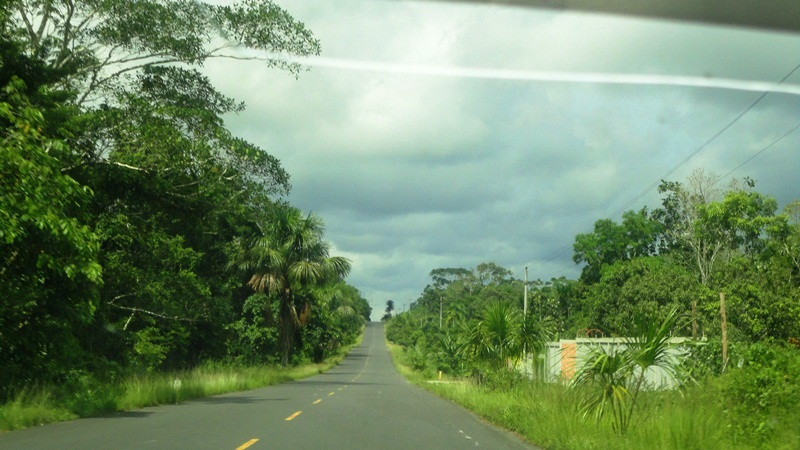
Ruta LO-103, también conocida como Vía Interprovincial Iquitos-Nauta, en dirección a Iquitos.

Iquitos Metropolitano es ampliamente considerada como el área continental más grande que es inaccesible por carreteras, motivo por el cual el costo de vida en esta ciudad y pueblos de la región, es generalmente más alto que el estándar peruano. Sólo posee la aislada Ruta LO-103 que la une a Nauta, a 105 km al sur de Iquitos, y con innumerables pueblos al norte de la ciudad hasta llegar remotamente al distrito de Putumayo, en la frontera septentrional del Perú. Gracias a este relativo aislamiento geográfico, Iquitos está rodeado por bosques que conservan aún características propias del ecosistema amazónico, parte de estos ecosistemas se pueden apreciar en la Reserva Nacional Allpahuayo-Mishana a 26 km al sur de la ciudad. A pesar de su eventual desconexión con el resto del País, existe próximos proyectos de conexión que conectará Iquitos a otras ciudades amazónicas.
- Ruta LO-103 (Vía Interprovincial Iquitos—Nauta)
- Ruta LO-104 (para construirse)

### Puentes
- Puente Itaya que pasa sobre el río Itaya ubicado en el kilómetro 55 de la Ruta LO-103.
- Puente Nanay es un puente de la ciudad de Iquitos que sirve como conexión con el tramo norte de LO-103, uniendo Bellavista-Nanay con el sur del área de Santo Tomás del Nanay.